# Mont Pasubio
Le Pasubio est une montagne des Préalpes vicentines culminant à 2 232 m d'altitude à la Cima Palon. Cette crête calcaire marque la frontière entre les provinces italiennes de Vicence et de Trente.

## Géographie

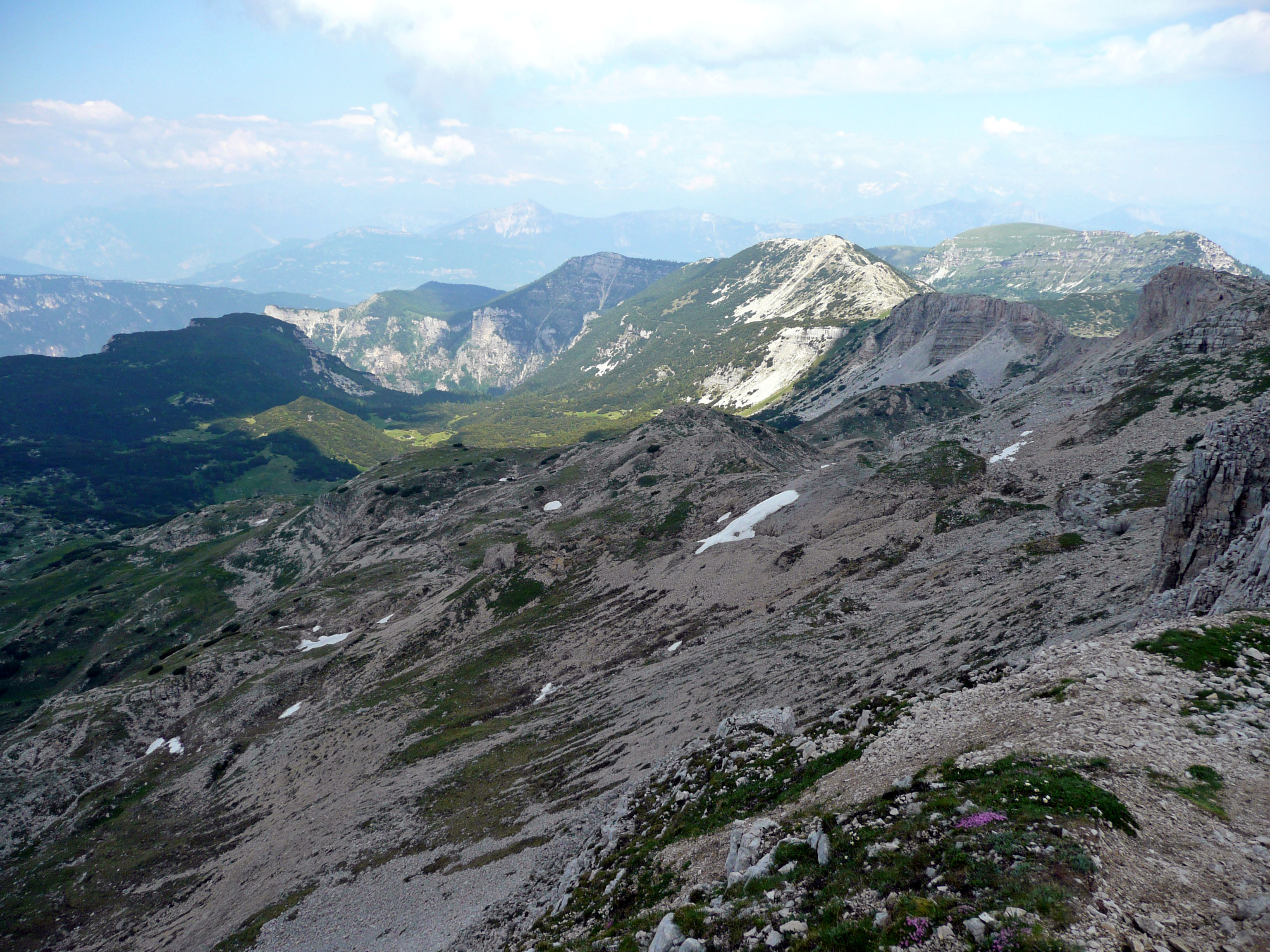
Le cirque de Cosmagnon au pied de la Cima Palon.

Le Pasubio sépare le val Leogra et le Vallarsa du val Terragnolo et du val Posina. Il est traversé par les cols du Pian delle Fugazze (it), de la Borcola (it) et de Xomo (it), et se prolonge par le plateau de Folgaria (it). le val Canale (it) occupe son versant sud.
Cette montagne possède une variété de sauterelle endémique, le criquet du Mont-Pasubio (en), dépourvue d'ailes, entre les altitudes de 1 600 et 2 200 m. Les sujets mâles sont observables de juillet à octobre.

## Histoire
Au cours de la Première Guerre mondiale, le Pasubio fut pendant plus de deux ans (de juin 1916 à novembre 1918) le théâtre de combats sanglants opposant les armées italienne et austro-hongroise. De ces âpres affrontements, et en particulier des travaux de sape, il subsiste encore aujourd'hui de multiples galeries, cavernes et bastions, que les soldats des deux camps ont taillés à l'explosif. La crête orientée nord-sud porte encore les stigmates de la guerre, notamment les deux sommets aplanis : celui du nord était occupé par les Autrichiens (Dente Austriaco (de)), l'autre par les Italiens (plateau italien, Dente Italiano (it)). Ils étaient séparés par un glacis que les Autrichiens appelaient le « Dos de Mulet » (Eselsrücken) et les Italiens la Selletta dei Denti, un no man's land où des milliers d'hommes trouvèrent la mort. C'est pourquoi le Pasubio est parfois cité comme le massif du front (Schlachtbank), la meule à cadavres (Menschenmühle) ou le mont aux 10 000 morts.
À partir de 1917, les deux camps entreprirent le creusement d'un réseau de galeries pour miner le no man's land qui les séparaient, si bien que le 13 mars 1918, les Autrichiens mirent à feu une charge de 55 tonnes de dynamite (la plus forte de la guerre) au droit de la plate-forme italienne, sans toutefois parvenir à en déloger leurs ennemis. Les combats sur le Pasubio ne permirent jamais, jusqu'à la fin de la guerre, d'emporter la décision.

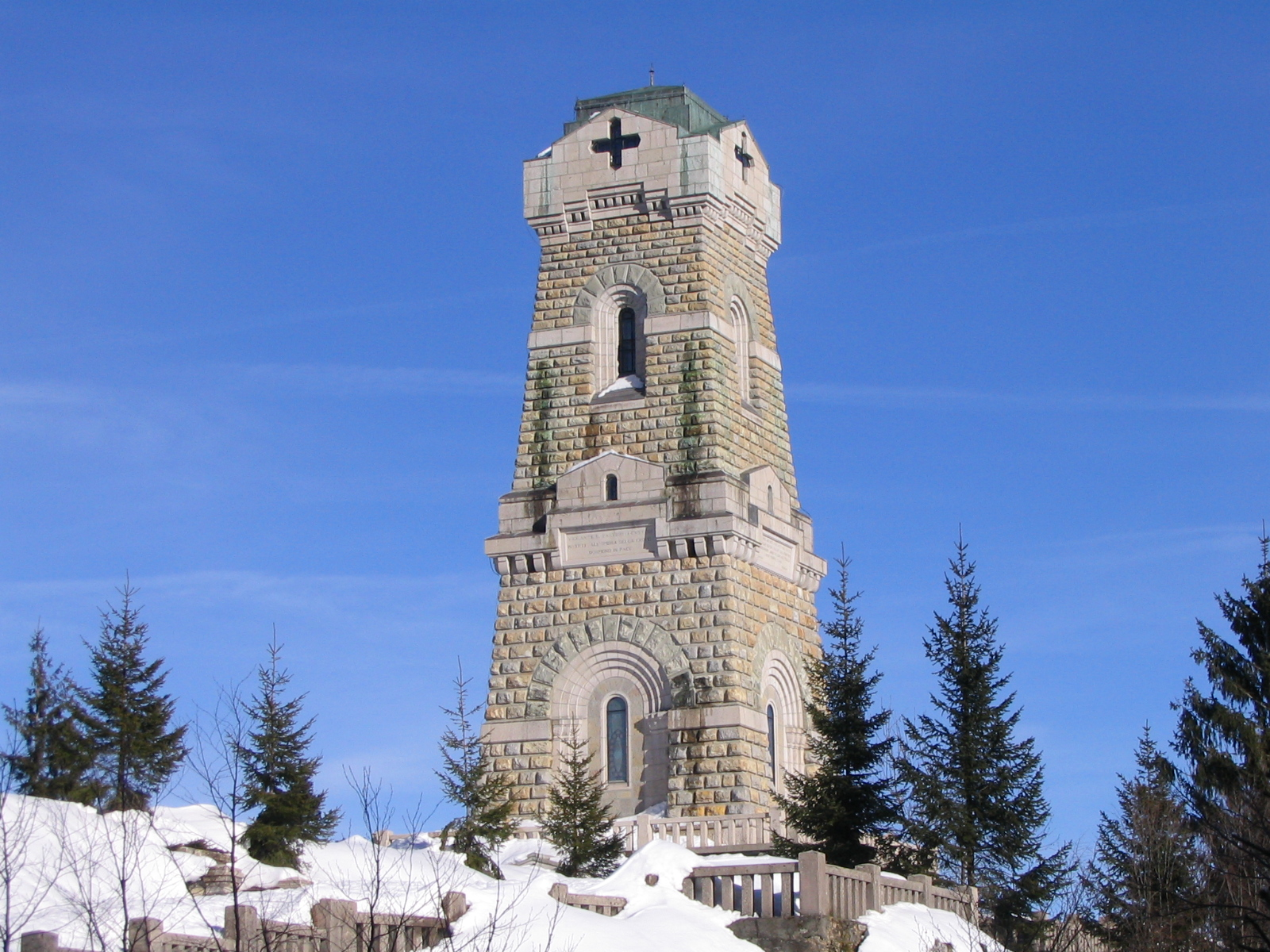
Ossuaire du Pasubio au col de Pian delle Fugazze.
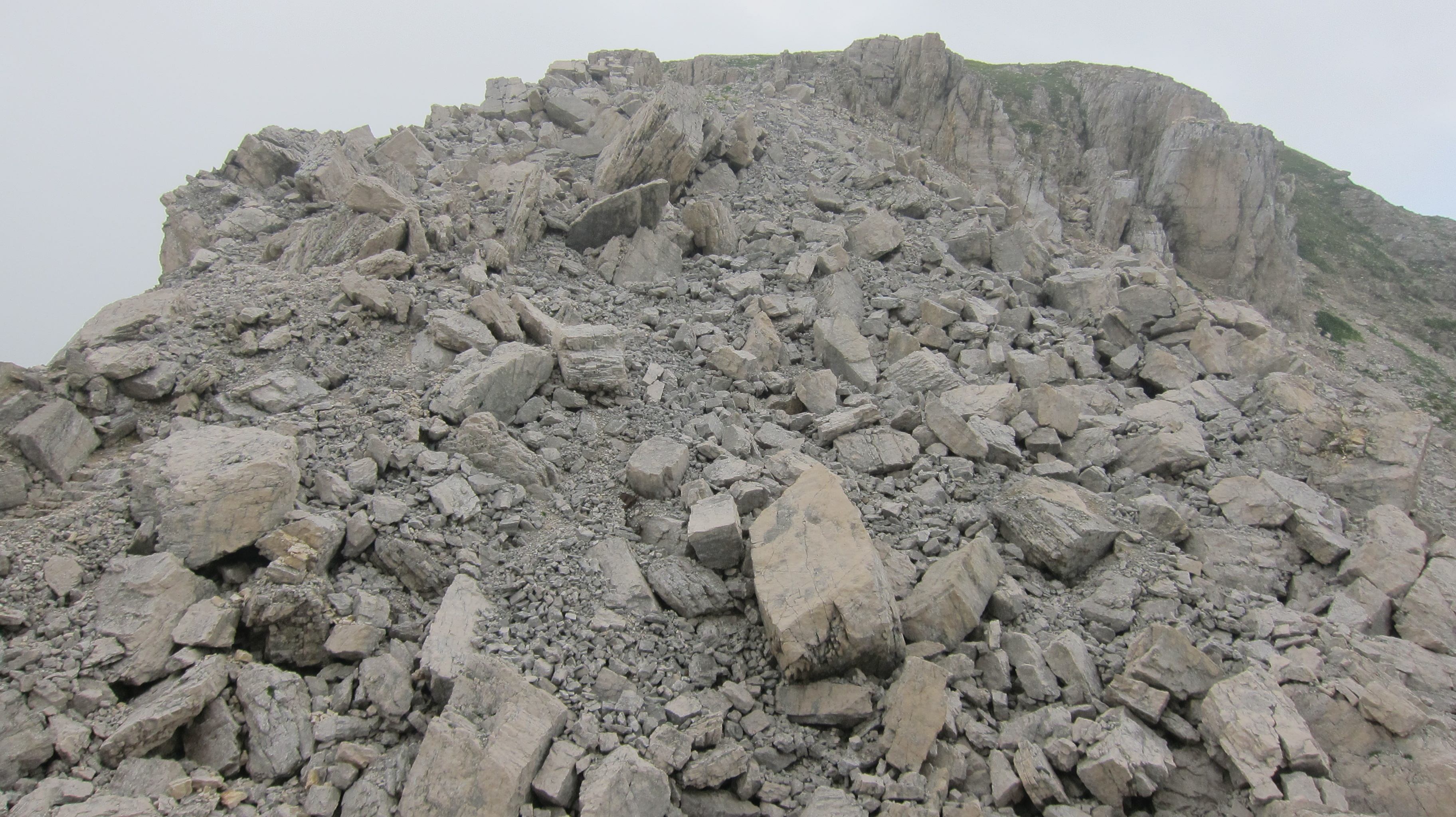
La ligne italienne (Dente Italiano) avec le cratère de l'explosion du 13 mars 1918.
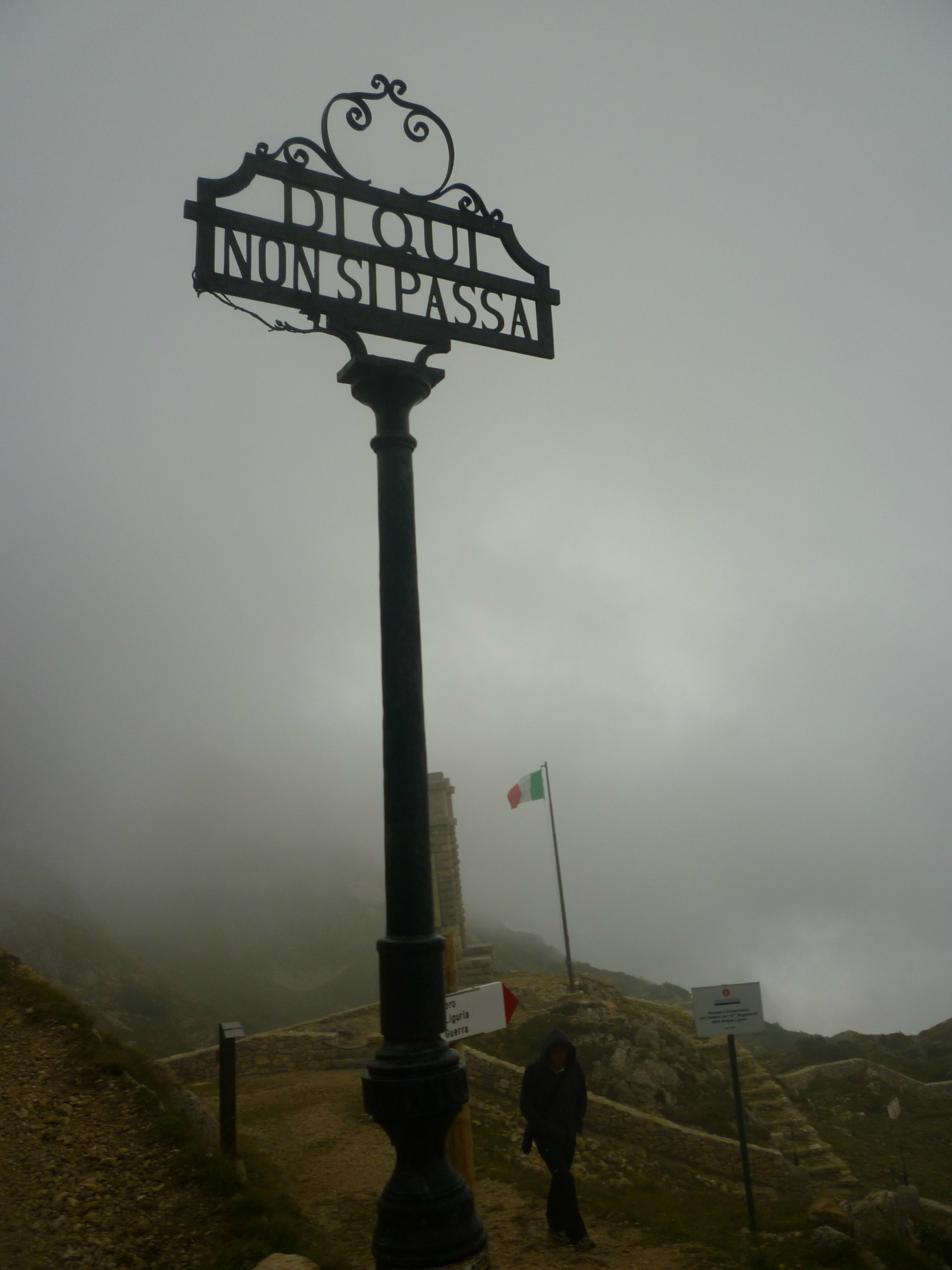
« On ne passe pas » : cimetière militaire italien de la brigade Liguria.

## Curiosités touristiques
Le Pasubio est entouré de curiosités touristiques. Il offre un panorama sur le lac de Garde, sur Vérone ou Venise. Outre le site militaire, la montagne offre quelques spécimens d’intérêt pour le géologue ou l'herboriste amateur.
L'une des voies du Pasubio, la Strada delle 52 gallerie (« route des 52 galeries »), mène du Passo Xomo aux Portes du Pasubio (1 928 m) via la Bocchetta di Campiglia. Le refuge Achille Papa (it), appartenant au Club alpin italien, est ouvert tous les jours de mi-mai à mi-octobre. Cette route longue de 6,3 km qui comporte 52 tunnels a dû être creusée en 1917 par le génie militaire italien, car sa voie d'approvisionnement précédente, la route des Scarubbi (it), avait été détruite par l'artillerie autrichienne.
La route des Héros (it), tronçon d'environ 2 km de long qui relie le tunnel Giuseppe d'Havet (it) au refuge Achille Papa. Son nom dérive du fait que, sur la paroi rocheuse, se trouvent des plaques en l'honneur des douze médaillés d'or de la vaillance militaire qui ont combattu au Pasubio pendant la Grande Guerre.
Le réseau de galeries sous les lignes autrichiennes a été particulièrement bien préservé : les galeries Ellison et les galeries de sape qui menaient sous les lignes italiennes. Au sommet, on peut encore voir les tranchées, cavernes, postes de tir et cratères d'obus. On y trouve encore des vestiges rouillés de la guerre, notamment des éclats d'obus, ainsi que des ossements humains. Près du sommet, le gouvernement italien a fait édifier la chapelle Sainte-Marie, et l'ossuaire de Pasubio se trouve non loin du Pian delle Fugazze. Depuis 2008, plusieurs points du Pasubio ont été aménagés pour éviter notamment des chutes mortelles, et des panneaux d'orientation ou didactiques retracent l'historique des combats. 
Le sentier de grande randonnée E5 (Constance-Venise) passe par le Pasubio, via le sentier de la Paix (it), d'où l'on peut admirer la ligne de crête entre le col du Stelvio et les Alpes carniques. Cette voie a été aménagée dans les années 1990 sur une initiative des provinces de Trente, de Vicence et de Belluno.

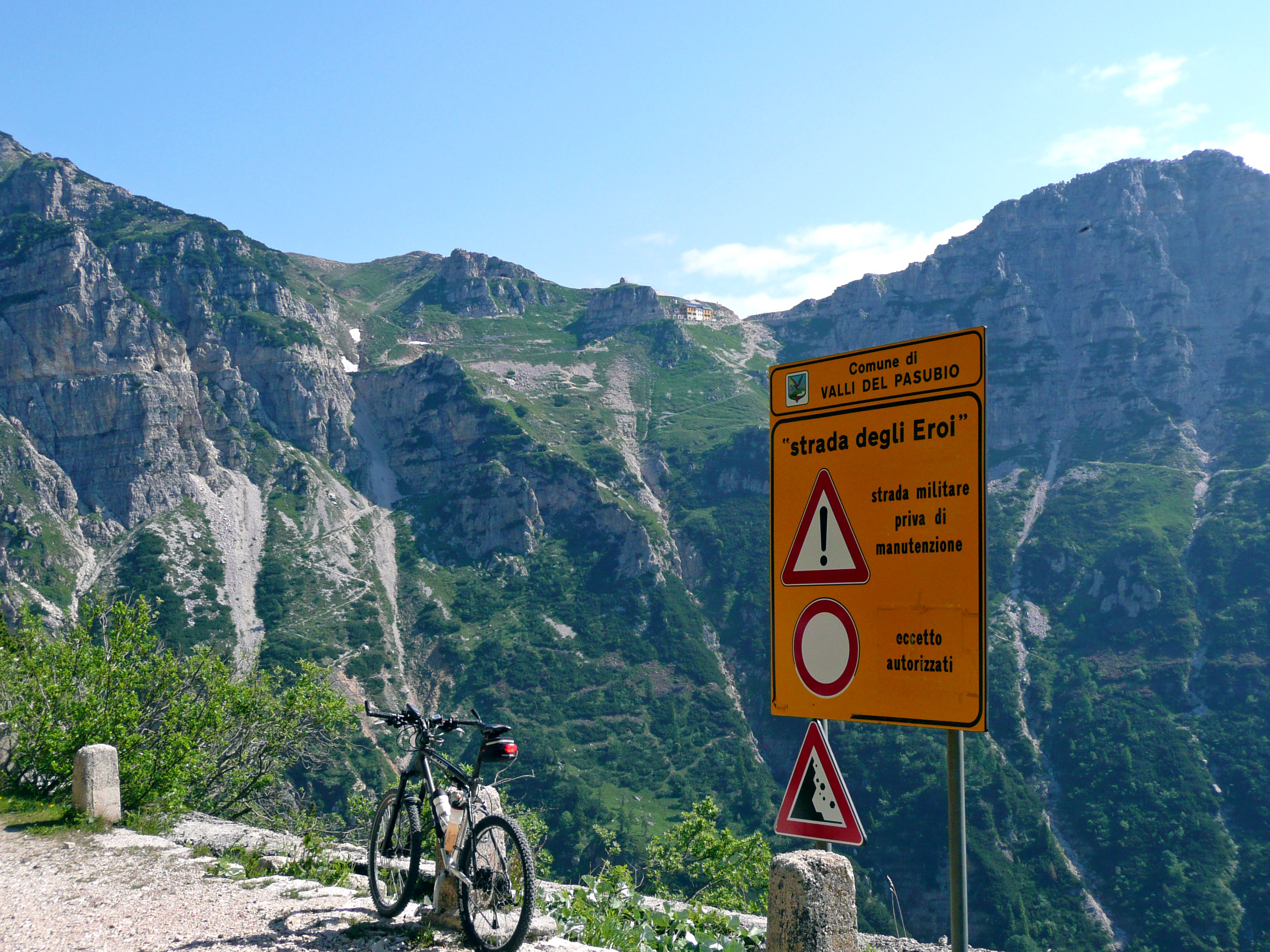
La route des Héros et les Portes du Pasubio.
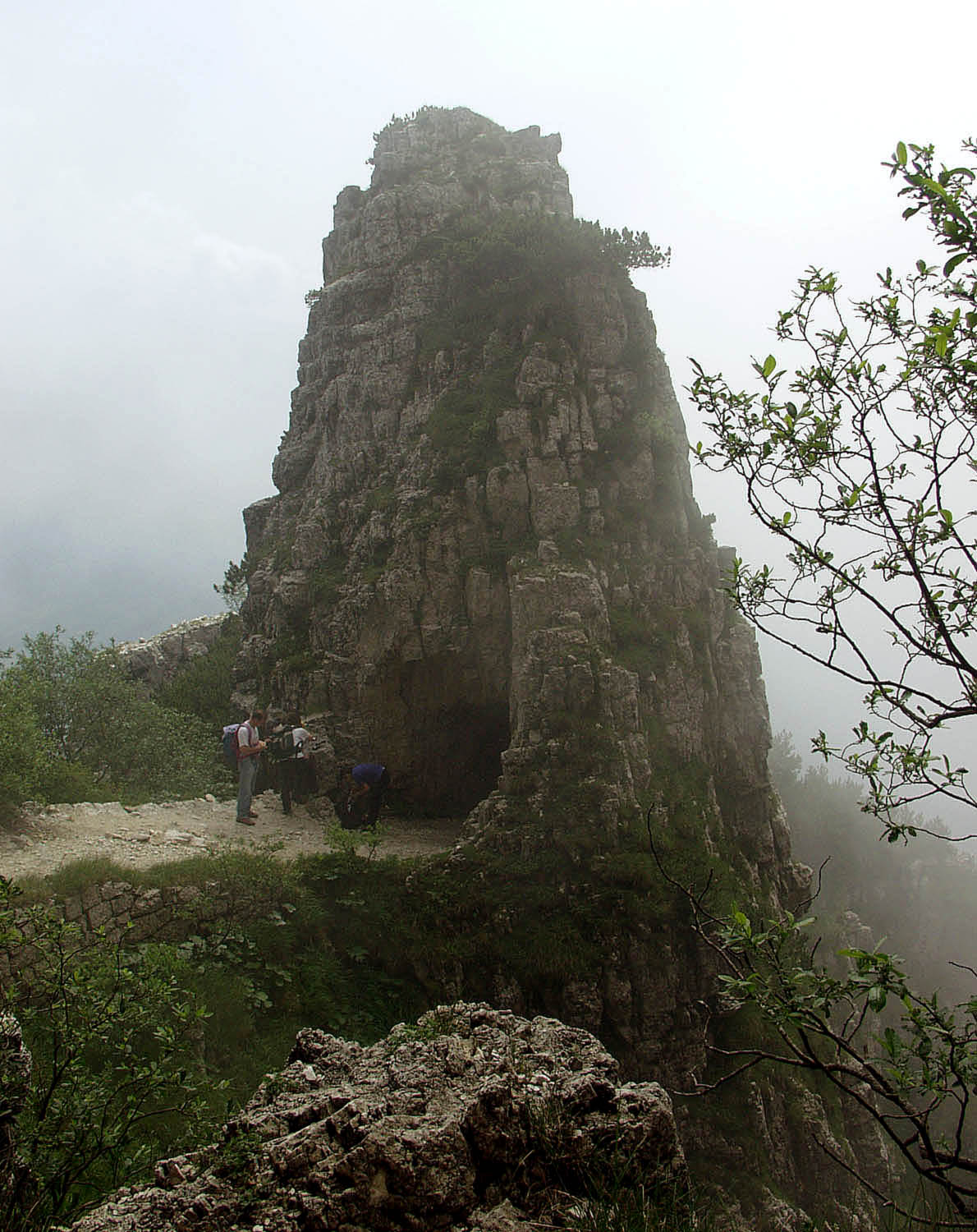
Tire-bouchon creusé à même la roche : le tunnel no 20 de la route des 52 tunnels.
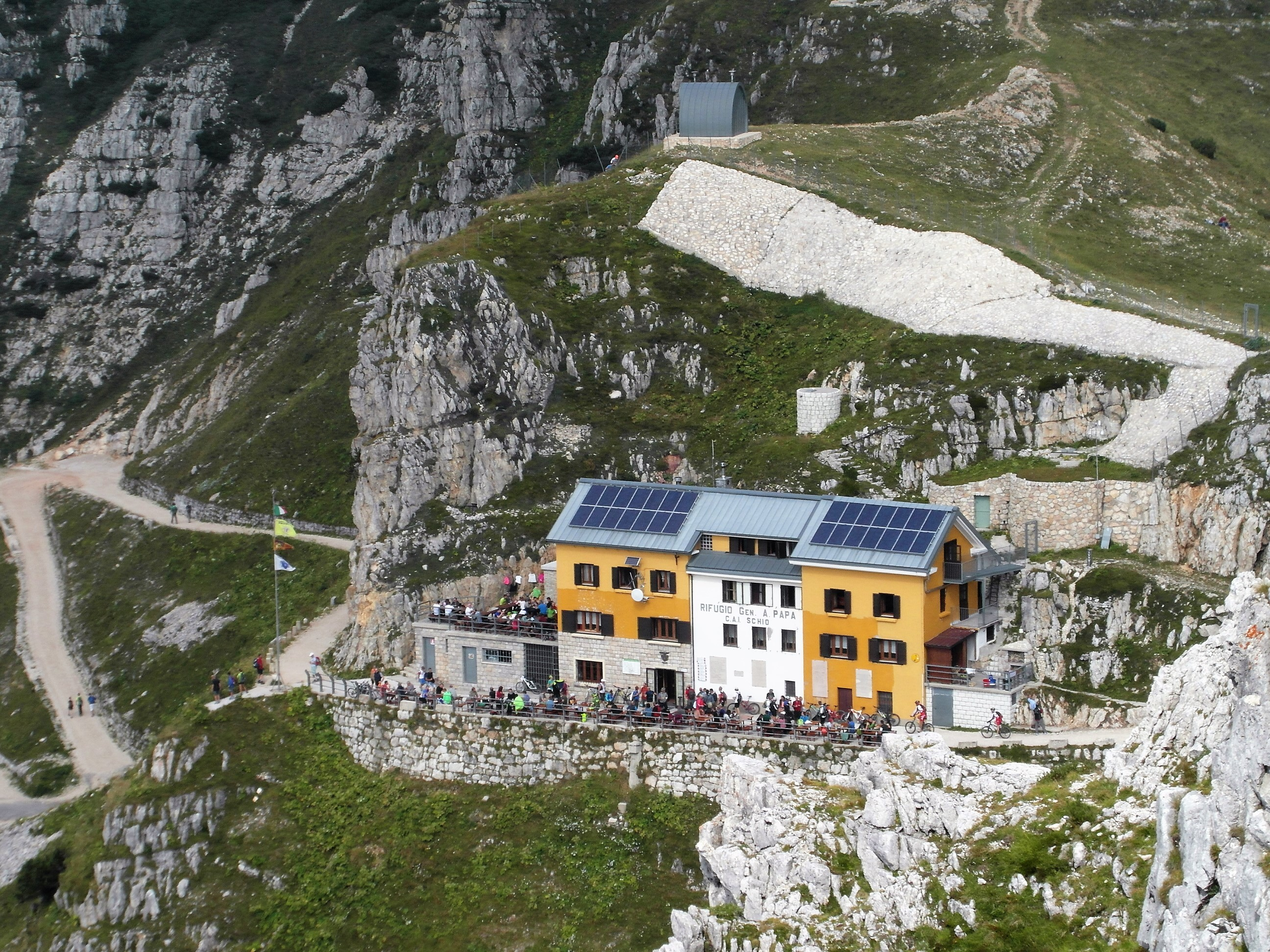
Le refuge Achille Papa.
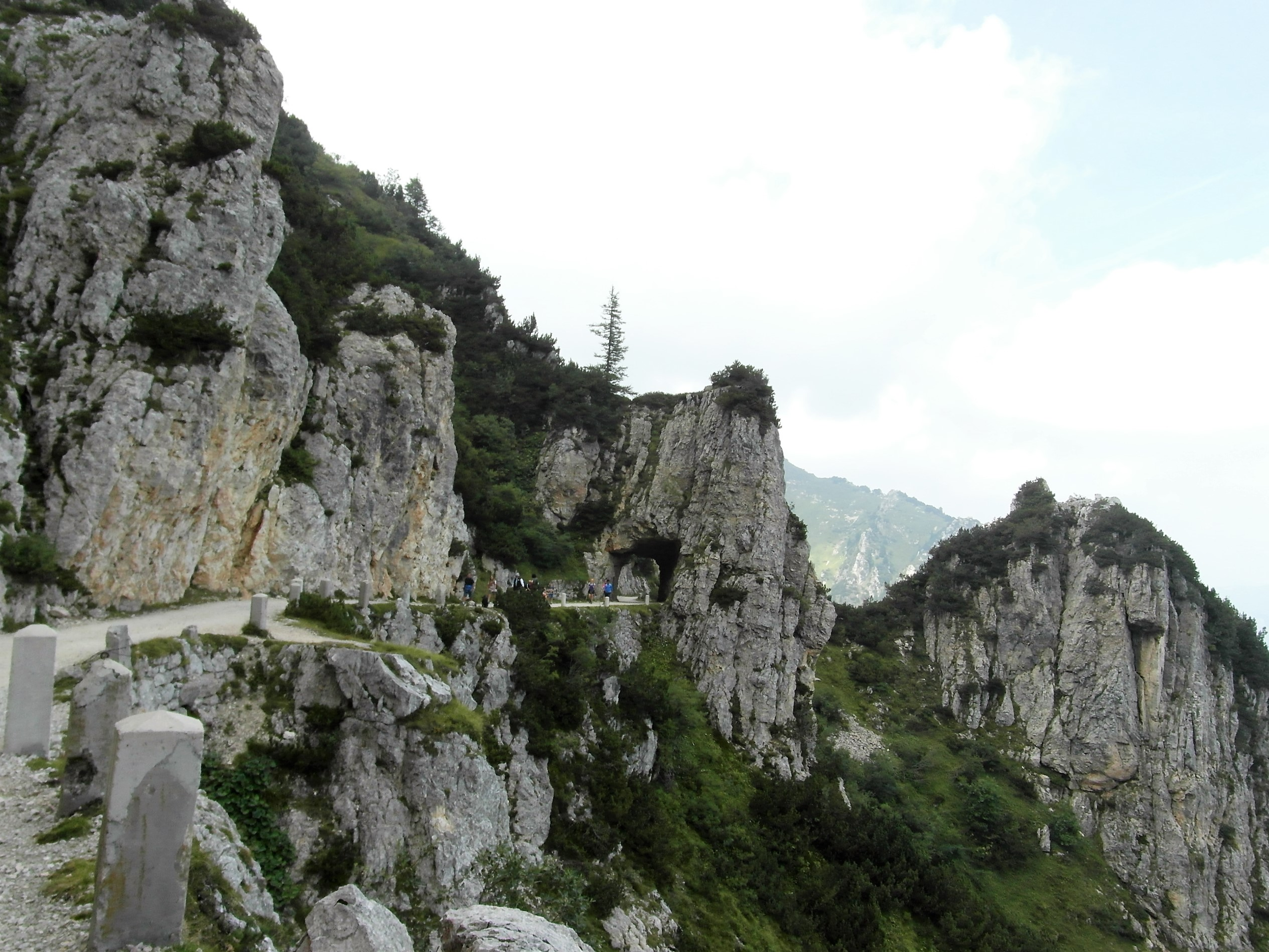
Route des Scarubbi.
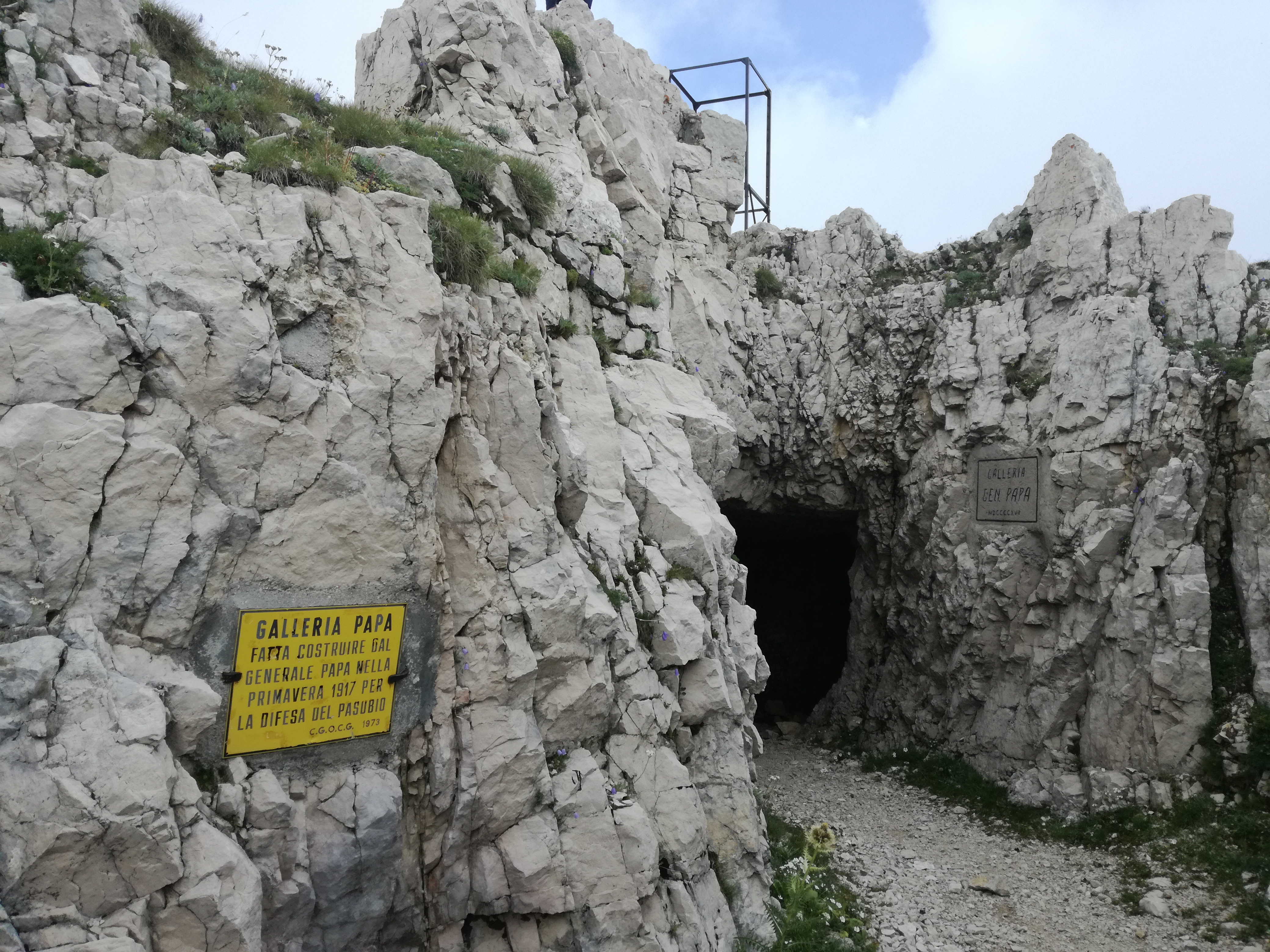
Entrée du tunnel Papa